# Landesregierung und Stadtsenat Häupl IV
Landesregierung und Stadtsenat Häupl IV ist eine  inoffizielle Bezeichnung für den Wiener Stadtsenat, zugleich Landesregierung, unter Bürgermeister und Landeshauptmann Michael Häupl in der Amtsperiode 2005–2010. Die Wahl erfolgte im Gemeinderat vom 18. November 2005; die Amtsperiode endete am 25. November 2010 mit der Neuwahl von Bürgermeister und Stadtsenat.
Während der Amtszeit des Stadtsenates und der Landesregierung kam es zu mehreren Wechseln innerhalb der Regierungsmannschaft. Am 22. November 2006 trat Eduard Schock zu Gunsten von Johann Herzog als Stadtrat zurück und übernahm den Klubvorsitz des FPÖ-Klubs im Wiener Rathaus. Die Aufstellung der Bundesregierung Gusenbauer führte zu weiteren Änderungen: Johannes Hahn und Werner Faymann verließen am 10. Jänner 2007 die Landesregierung und wurden einen Tag später Wissenschafts- beziehungsweise Verkehrsminister. Am 25. Jänner 2007 verabschiedete sich zudem Sepp Rieder in die Pension. Die Nachfolger der ausgeschiedenen Regierungsmitglieder wurden am 25. Jänner 2007 angelobt. Norbert Walter folgte als Stadtrat Johannes Hahn nach. Renate Brauner, vormals Stadträtin für Gesundheit und Soziales übernahm die Agenden Sepp Rieders. Sonja Wehsely, zuvor Stadträtin für Integration, Frauenfragen, KonsumentInnenschutz und Personal übernahm das Gesundheits- und Sozialressort. Wehselys Aufgabengebiet wurde in der Folge an die neue Stadträtin Sandra Frauenberger übergeben. Michael Ludwig folgte Werner Faymann als neuer Wohnbaustadtrat nach. Nach der Nationalratswahl 2008 verließ auch Katharina Cortolezis-Schlager die Regierung und wechselte in den Nationalrat. An ihrer Stelle wurde Isabella Leeb zur neuen Stadträtin gewählt. Am 23. März 2009 teilte Grete Laska ihren Rücktritt als amtsführende Stadträtin und zweite Vizebürgermeisterin mit, ihr folgten als Stadtrat Christian Oxonitsch und als Vizebürgermeister Michael Ludwig nach.

## Regierungsmitglieder
| Amt                                                                          | Name                          | Partei | Ressorts                                                     |
| ---------------------------------------------------------------------------- | ----------------------------- | ------ | ------------------------------------------------------------ |
| Landeshauptmann Bürgermeister                                                | Michael Häupl                 | SPÖ    |                                                              |
| Landeshauptmann-Stellvertreterin Vizebürgermeisterin Amtsführende Stadträtin | Renate Brauner                | SPÖ    | Finanzen, Wirtschaftspolitik und Wiener Stadtwerke           |
| Landeshauptmann-Stellvertreter Vizebürgermeister Amtsführender Stadtrat      | Michael Ludwig                | SPÖ    | Wohnen, Wohnbau und Stadterneuerung                          |
| Amtsführende Stadträtin                                                      | Sandra Frauenberger           | SPÖ    | Integration, Frauenfragen, KonsumentInnenschutz und Personal |
| Amtsführender Stadtrat                                                       | Christian Oxonitsch           | SPÖ    | Bildung, Jugend, Information und Sport                       |
| Amtsführender Stadtrat                                                       | Andreas Mailath-Pokorny       | SPÖ    | Kultur und Wissenschaft                                      |
| Amtsführender Stadtrat                                                       | Rudolf Schicker               | SPÖ    | Stadtentwicklung und Verkehr                                 |
| Amtsführende Stadträtin                                                      | Ulli Sima                     | SPÖ    | Umwelt                                                       |
| Amtsführende Stadträtin                                                      | Sonja Wehsely                 | SPÖ    | Gesundheit und Soziales                                      |
| Stadträtin                                                                   | Isabella Leeb                 | ÖVP    | ohne Ressort                                                 |
| Stadtrat                                                                     | David Ellensohn               | Grüne  | ohne Ressort                                                 |
| Stadtrat                                                                     | Johann Herzog                 | FPÖ    | ohne Ressort                                                 |
| Stadträtin                                                                   | Monika Vana                   | Grüne  | ohne Ressort                                                 |
| Stadtrat                                                                     | Norbert Walter                | ÖVP    | ohne Ressort                                                 |
| Vorzeitig ausgeschiedene Mitglieder der Landesregierung                      |                               |        |                                                              |
| Landeshauptmann-Stellvertreter Vizebürgermeister Amtsführender Stadtrat      | Sepp Rieder                   | SPÖ    | Finanzen, Wirtschaftspolitik und Wiener Stadtwerke           |
| Amtsführender Stadtrat Vizebürgermeister                                     | Grete Laska                   | SPÖ    | Bildung, Jugend, Information und Sport                       |
| Amtsführender Stadtrat                                                       | Werner Faymann                | SPÖ    | Wohnen, Wohnbau und Stadterneuerung                          |
| Stadtrat                                                                     | Johannes Hahn                 | ÖVP    | ohne Ressort                                                 |
| Stadträtin                                                                   | Katharina Cortolezis-Schlager | ÖVP    | ohne Ressort                                                 |
| Stadtrat                                                                     | Eduard Schock                 | FPÖ    | ohne Ressort                                                 |